# Apartadero km 94
El Apartadero kilómetro 94 es un desvío/apartadero, antigua estación ferroviaria, del ramal ferroviario que une la mina de carbón de Río Turbio con el puerto de Punta Loyola, en el departamento Güer Aike de la Provincia de Santa Cruz (Argentina). La estación se inauguró en el año 1951 y se ubica, como su nombre lo indica, a 94 kilómetros de Río Gallegos. También se halla a dos kilómetros al este del puente en el arroyo El Roble.
La estación forma parte del Ramal Ferro-Industrial de Río Turbio, que une la mina de Río Turbio, en la Cordillera de los Andes y cercana al límite con Chile, con el puerto de Punta Loyola, en cercanías de Río Gallegos. Se trata de un ramal de trocha angosta (750 mm) perteneciente a YCF (Yacimientos Carboníferos Fiscales, actual YCRT) y funciona actualmente sólo para el transporte de carbón.